# Конкарно (футбольний клуб)
«Спортивний союз Конкарно» або просто «Конкарно» (фр. Union Sportive Concarnoise) — французький футбольний клуб з однойменного міста. З сезону 2023-24 клуб вперше виступає в Лізі 2, другому за силою дивізіоні чемпіонату Франції.

## Історія
Футбольний клуб «Конкарно» заснований в 1911 році. До сезону 2022-23 найважчим досягненням був виступ у Національному чемпіонаті. Ставши переможцем в історичному для себе вищезгаданому сезоні, дебютували у Лізі 2 в сезоні 2023-24.

## Стадіон та кольори
Стадіон, здатний прийняти 5 800 глядачів (з них 1 206 сидячих) клубу названо в честь колишнього президента Гі Піріу. Через те, що домашня арена не відповідає стандартам Ліги 2, клуб проводить свої матчі на стадіоні «Франсіс-Ле Бле» у Бресті та на стадіоні «Стад дю Мустуар» у Лор'яні.
Основна форма команди має синьо-білі кольори.

## Досягнення
- Переможець Національного чемпіонату: 2022–23.
- Найвище досягнення у Кубку Франції: 1/4 фіналу (2014/15)